# Canby (Oregon)
Canby è una città degli Stati Uniti d'America, situata nella Contea di Clackamas, nello stato dell'Oregon. Conta 15 779 abitanti.